# 작은청동하늘소
작은청동하늘소(학명: Gaurotes virginea 가우로테스 비르기네아[*])는 딱정벌레목 하늘소과의 곤충이다.

## 아종 및 변종
작은청동하늘소에는 4개의 변종이 있으며, 명목 아종에도 4개의 변종이 있다:
- Gaurotes virginea aemula Mannerheim, 1852
- Gaurotes virginea kozhevnikovi Plavilstshikov, 1915
- Gaurotes virginea thalassina (Schrank, 1781)
- Gaurotes virginea virginea (Linnaeus, 1758)

- Gaurotes virginea virginea var. notaticollis (Pic)
- Gaurotes virginea virginea var. sanguinaria (Pic)
- Gaurotes virginea virginea var. vidua (Mulsant, 1839)
- Gaurotes virginea virginea var. violacea (DeGeer)

## 분포 및 서식지
유럽 전역(노르웨이, 독일, 루마니아, 룩셈부르크, 벨기에, 스웨덴, 스위스, 슬로바키아, 슬로베니아, 오스트리아, 이탈리아, 체코, 폴란드, 프랑스) 및 구북구 동부 지역(러시아, 몽골, 중국, 카자흐스탄, 한반도)에 분포한다. 가문비나무 숲에 서식한다. 층층나무, 신나무의 꽃, 침엽수의 말라죽은 나무에서 산다. 고산 지대를 따라 매우 흔하게 보인다.

## 특징
청동하늘소는 몸길이가 7–13 밀리미터 (0.28–0.51 in)이다. 몸이 꽤 단단하며, 딱지날개는 금속질의 빛나는 초록색, 푸른색을 띤다. 앞가슴등판은 울퉁불퉁하고 푸른색, 검은색, 붉은색, 초록색을 띠며 녹슨 반점이 있다. 복부는 보통 붉은 빛을 띠지만 일부 아종들은 앞가슴과 배가 완전히 까만 것이 특징이다.
남풀색하늘소와 비슷하나 작은청동하늘소는 밝은 파란색을 띠며 강한 금속질 광택이 있는 반면, 남풀색하늘소의 경우 무광택의 밝은 검정색이다. 더군다나 작은청동하늘소는 앞가슴 양 옆에 둔치가 있는 반면 남풀색하늘소는 앞가슴의 양 옆이 둥글다. 또한 딱지날개에 점각이 매우 빽빽해서 거칠어 보이는 점이 다르다. 

## 생태
수명은 2년이다. 애벌레는 소식성 천공성 곤충으로 침엽수의 나무 껍질 밑에서 살며 주로 구주소나무, 독일가문비나무, 전나무류, 잎갈나무류를 가해한다. 성충은 5~8월에 활동하며 어수리속에 속하는 멧돼지풀(Heracleum sphondylium)의 화분매개충이 된다.

## 사진

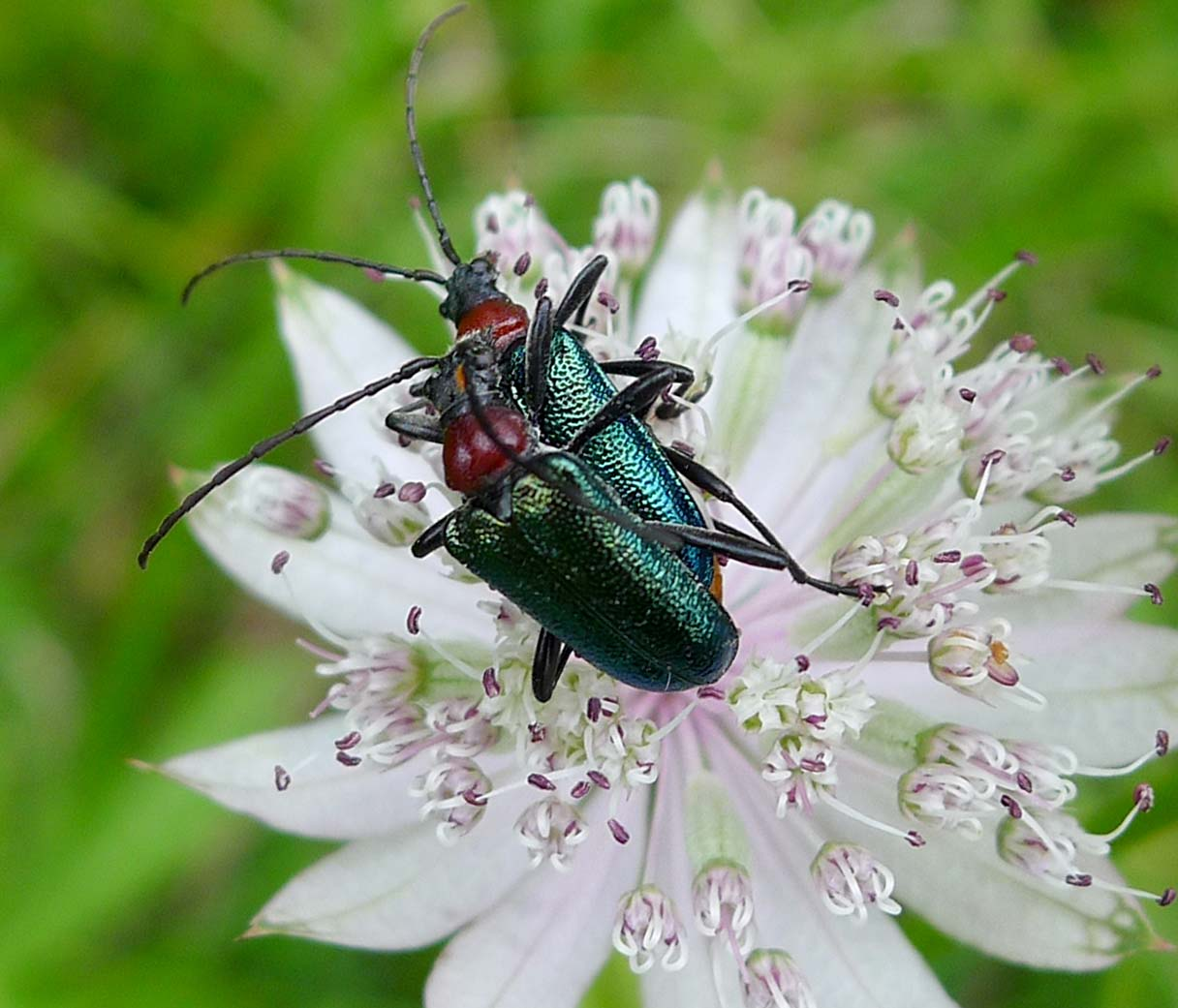
짝짓기
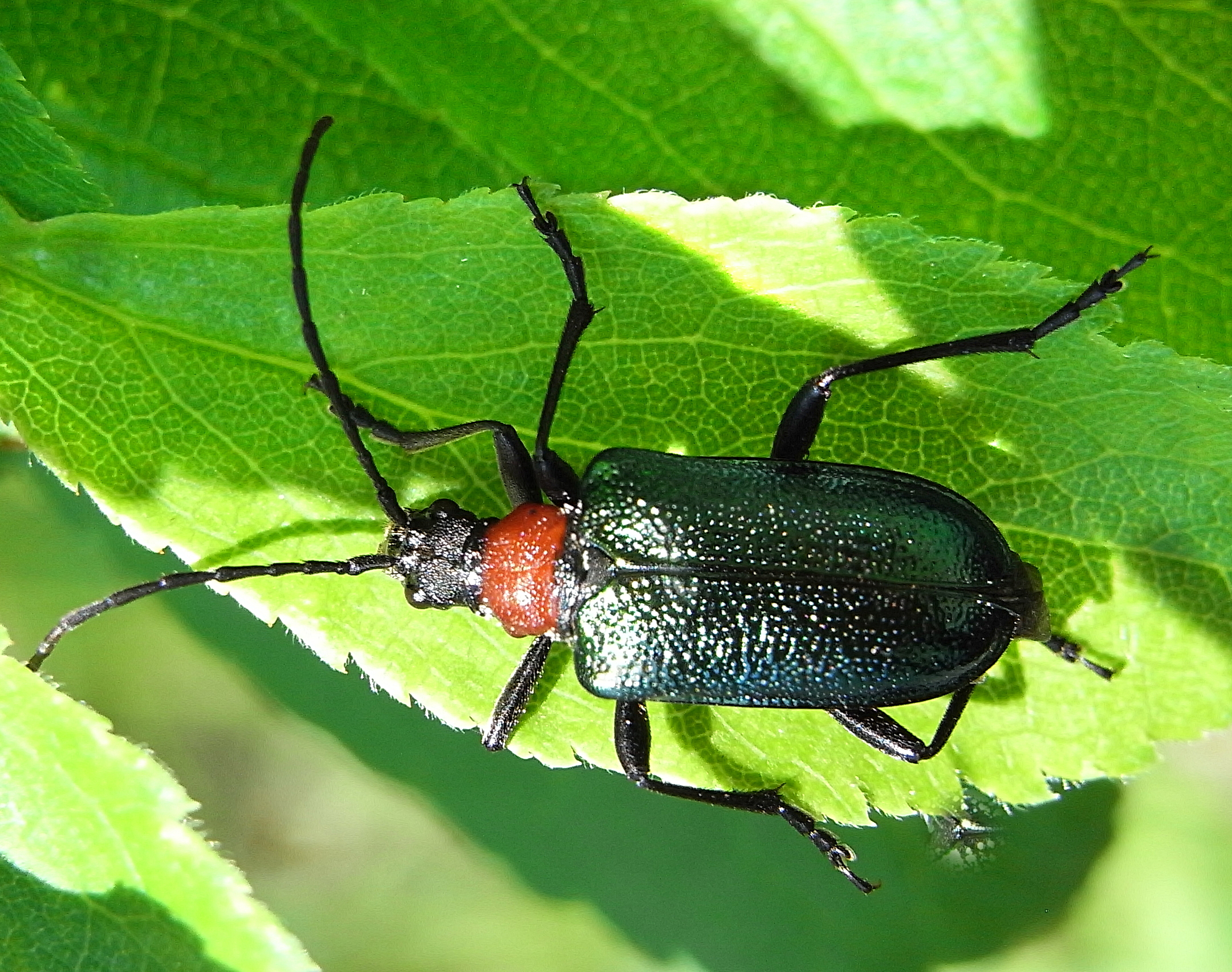
위에서 본 모습
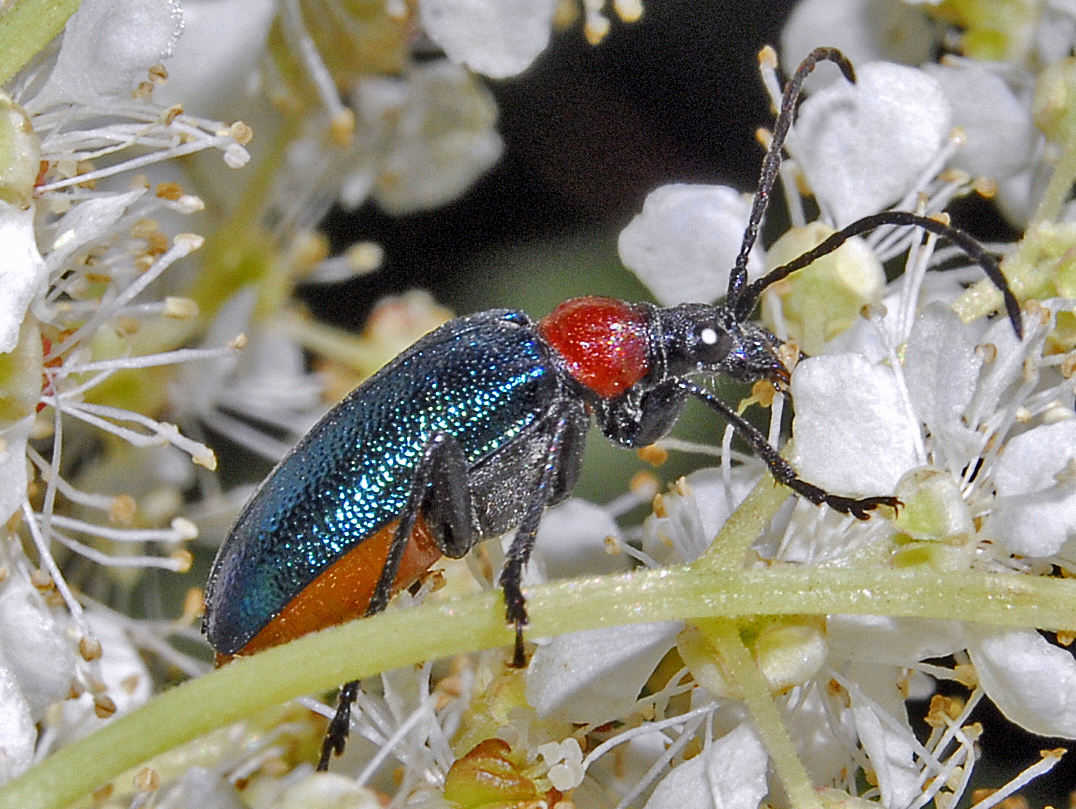
옆에서 본 모습
- 영상 클립